# Трубецкой, Павел Петрович (1835)
Князь Трубецкой Павел Петрович (6 (18) января 1835, Москва — 29 ноября (12 декабря) 1914, Плоть) — дворянин, московский чиновник и общественный деятель, камергер, действительный статский советник, основатель сельскохозяйственной опытной станции.
Родился в Москве. Отец — князь Пётр Иванович Трубецкой, в то время полковник и флигель-адъютант, мать — графиня Эмилия Петровна Трубецкая (1801—1869, дочь генерал-фельдмаршала П. Х. Витгенштейна). Восьмой ребёнок в семье.
Окончил Пажеский корпус и Михайловскую военную артиллерийскую академию, изучал химию в лаборатории профессора Вюрца в Париже. Служил в лейб-гвардии Гусарском полку.
После ухода с воинской службы назначен мировым посредником «первого призыва» по Москве и Московскому уезду, занимался реализацией крестянских реформ. Позднее был действительным членом управы Московского земства, где вместе с В. Ю. Скалоном содействовал учреждению первых народных школ. На протяжении 9 лет избирался предводителем дворянства Московской губернии(или Московского уезда). Закончил карьеру в чине действительного статского советника, занимал должность камергера императорского двора.
После 25 лет гражданской службы в 1885 году был вынужден уйти в отставку из-за ухудшения слуха. До конца жизни Трубецкой пользовался слуховой трубкой.
Покинув службу, поселился в имении в селе Плоть Балтского уезда Подольской губернии, в нескольких часах езды от Одессы, и занялся сельским хозяйством и научными исследованиями. В 1892 году, при поддержке П. Ф. Баракова, А. А. Бычихина, С. В. Щусева, поступил вольнослушателем в Новороссийский университет и прошёл полный курс теоретической и практической агрохимии. В 1894 году основал в имении опытно-химическую лабораторию, а затем, под влиянием профессора П. Ф. Баракова, организовал опытное поле и открыл метеостанцию. Таким образом сформировалась хорошо оборудованная сельскохозяйственная опытная станция, с декабря 1894 года начавшая систематические исследования. Станция стала примером правильной научной организации в агрономии, владела методикой научных исследований и имела чёткую программу деятельности. 
Результаты исследований Плотянской станции предназначались для ведения полеводства и виноградарства на научной основе и оказали большое влияние на сельское хозяйства Бессарабии и Поднестровья. Отчёт «Свод работ Плотянской сельскохозяйственной опытной станции кн. П. П. Трубецкого за десятилетие 1895—1904 гг», представленный в сельскохозяйственном отделе Миланской международной выставки в 1906 году, отмечен почётным дипломом.
На протяжении 20 лет Трубецкой содержал станцию на собственные средства при мизерной государственной помощи: при расходом бюджете 10 тыс. рублей в год субсидии составляли 500 рублей и лишь в последние годы возросли до 2500 рублей. В 1913 году Трубецкой принял решение о передаче станции Департаменту земледелия, обеспечив её существование в будущем - выделив для нее 75 десятин земли и 25 тыс. рублей для возведения нужных построек на новом месте. Оборудование, инвентарь, библиотека и прочее имущество станции, переданное в казну, оценивалось в 80 тыс. рублей.
В последние годы жизни П. П. Трубецкой проживал попеременно в имении и в Одессе. Страдал от хронических болезней: неоперабельной грыжи, доставлявшей ему немалые мучения, и язвы желудка. За 2-3 года до смерти у него сильно ухудшилось зрение и он лишился возможности читать. Скончался в имении 29 ноября (12 декабря) 1914 года от открывшейся язвы желудка. Даже в последние часы жизни оставался в сознании и отдавал распоряжения по работе станции. Для погребения тело было отправлено в Москву.
Павел Петрович Трубецкой был женат на Марии Григорьевне Иловайской (19 (31) июля 1841— 12 (24) апреля 1889), дочери генерал-майора Г. Д. Иловайского. Единственный его сын Александр Павлович получил юридическое образование.